# Lijst van burgemeesters van Sterkenburg
Dit is een lijst van burgemeesters van de voormalige Nederlandse gemeente Sterkenburg tot die gemeente in 1857 opging in de gemeente Driebergen.
| Ambtsperiode | Naam burgemeester                              | Partij of stroming | Bijzonderheden |
| ------------ | ---------------------------------------------- | ------------------ | --- |
| 1816? - 1850 | Frans Nicolaas van Bern                        |                    | schout/burgemeester, tevens schout/burgemeester van Driebergen (1816-1847) en maire/schout/burgemeester van Zeist (1811-1850) |
| 1850         | Christiaan Hendrik (C.H.) Cordes               |                    | tevens burgemeester van Driebergen (1847-1850) en Rijsenburg (1850)                                                           |
| 1850 - 1857  | Arend Jacob Unico baron van Wassenaer Catwijck |                    | tevens burgemeester van Driebergen en Rijsenburg (beide 1850 - 1874)                                                          |